# 1976年5月13日月食
1976年5月13日月食为一次在协调世界时1976年5月13日出現的月偏食。該次月食半影食分為1.101、全影食分為0.127。偏食維持了39分。

## 概述
這次月食的食分是15.40，偏食維持了39分。

## 基本參數
- 類型：月偏食
- 食甚資料：
  - 日期：1976年5月13日
  - 時間：19:54
  - 月球位置：赤經15.40度、赤緯-17.6度
  - 食分：半影食分：1.101、全影食分：0.127
  - 持續時間：偏食39分

## 外部連結
- NASA月食專頁（页面存档备份，存于）（英文）